# Consolida staminosa
Consolida staminosa är en ranunkelväxtart som beskrevs av Peter Hadland Davis och Sorger. Consolida staminosa ingår i släktet åkerriddarsporrar, och familjen ranunkelväxter. Inga underarter finns listade i Catalogue of Life.